# Hauroth
Hauroth är en kommun och ort i Landkreis Cochem-Zell i förbundslandet Rheinland-Pfalz i Tyskland.
Kommunen ingår i kommunalförbundet Verbandsgemeinde Kaisersesch tillsammans med ytterligare 25 kommuner.